# جهانگیر جهانگیروف
جهانگیر جهانگیروف (Cahangir Şirgəşt oğlu Cahangirov; ۲۰ ژوئیهٔ ۱۹۲۱ – ۲۵ مارس ۱۹۹۲) آهنگساز، رهبر ارکستر، و دارنده عنوان افتخاری هنرمند مردمی آذربایجان شوروی در وهله شوروی سابق بود.

## زندگی‌نامه
جهانگیر جهانگیروف ۲۰ ژوئیه سال ۱۹۲۱ در شهرک بالاخانی باکو در آذربایجان شوروی چشم به جهان گشود. وی دانش‌آموخته کنسرواتوار به نام آصف زینالی و آکادمی موسیقی باکو بود. بین سال‌های ۱۹۴۴ تا ۱۹۶۰، رهبری گروه کر سازمان صدا و سیما آذربایجان شوروی را به عهده داشت. اغلب ترانههای ساخته شده توسط او برای اولین بار توسط همان گروه کری اجرا شد که خودش رهبرش بود. افزون بر این، وی به عنوان کارگردان هنری در تالار دولتی فیلارمونیک آکادمیک جمهوری آذربایجان فعالیت داشت. در سال ۱۹۵۰، جهانگیر جهانگیروف جایزه دولتی اتحاد شوروی و در سال ۱۹۶۰ عنوان افتخاری هنرمند مردمی آذربایجان شوروی را دریافت کرد.
جهانگیر جهانگیروف ۲۵ ماه مارس سال ۱۹۹۲ درگذشت.

## آهنگ‌ها
جهانگیر جهانگیروف مؤلف تعداد زیادی قطعه موسیقی معروف در آذربایجان است. از میان آن‌ها می‌توان از ترانه سمفونی «رود ارس» (۱۹۴۹)، سوئیتهای «آهنگ دربارهٔ دوستی» (۱۹۵۶)، فضولی (۱۹۵۹)، نسیمی (۱۹۷۳)، اوراتوریوهای صابر (۱۹۶۲)، حسین جاوید- ۵۹ (۱۹۸۴)، پیروزی معظم (سال ۱۹۸۵- اختصاص یافته به ۴۰- امین سالروز پیروزی در جنگ جهانی دوم)، اپراهای «آزاد» (۱۹۵۷) و «بخت خواننده» (۱۹۷۸) نام برد. علاوه بر این، وی موسیقی فیلم‌های «کورای تسخیر ناپذیر»، کوراوغلو و «گردان غیرقابل شکست» را ساخته‌است.